# Hans-Joachim Dönitz
Hans-Joachim Dönitz (* 26. Juni 1934 in Leipzig; † 31. Dezember 2010) war ein deutscher Marineoffizier, bei der Auflösung der NVA war er Konteradmiral der Volksmarine.

## Biografie
Dönitz war wie sein Vater nach der Lehre als kaufmännischer Angestellter tätig. Er trat am 12. Mai 1952 als Offiziersschüler der Volkspolizei See in die Schiffsstammabteilung an der Seeoffiziersschule Stralsund in die bewaffneten Organe der DDR ein. Zwischen 1954 und 1956 war er Offizier für operative Arbeit im Küstenabschnitt Sassnitz und anschließend bis 1959 Offiziershörer an der Marinelehranstalt der UdSSR. 1957 folgte sein Eintritt in die SED. Nach seiner Rückkehr aus der UdSSR war er von 1959 bis 1961 Navigationsoffizier der Minenleg- und Räum-Abteilung und danach bis 1962 Oberoffizier für Navigation sowie Oberingenieur im Ausbildungskommando der Volksmarine. Im Anschluss folgten zwei kurze Verwendungen als Stabschef und Navigationsoffizier der U-Boot-Jagdabteilung der 4. Flottille in Warnemünde sowie als Stabschef der Leichten Torpedo-Schnellboot-Brigade der 6. Flottille auf Rügen. Im Anschluss war er von 1963 bis 1965 selbst Chef der Torpedo-Schnellboot-Brigade der 6. Flottille. Von 1965 bis 1968 studierte er an der Seekriegsakademie der Sowjetunion und beendete dieses Studium als Diplom-Militärwissenschaftler.
Nach seiner Rückkehr aus der UdSSR war er bis 1971 erneut Chef der Torpedo-Schnellboot-Brigade der 6. Flottille und daraufhin von 1971 bis 1974 Stellvertretender Chef und Stabschef der 6. Flottille. Am 1. Dezember 1974 wurde er als Kapitän zur See selbst Kommandeur der Flottille und damit Nachfolger von Kapitän zur See Theodor Hoffmann. Im Rahmen der Feiern zum 31. Jahrestag der DDR wurde er am 7. Oktober 1980 zum Konteradmiral ernannt. Nach achteinhalbjähriger Kommandeurstätigkeit wurde er am 1. Mai 1983 von Kapitän zur See Eberhard Grießbach als Chef der 6. Flottille abgelöst.
Konteradmiral Dönitz selbst wurde Stellvertretender Chef für Ausbildung und Leiter der Abteilung für Gefechtsausbildung im Kommando der Volksmarine. 1987 wechselte er in das Ministerium für Nationale Verteidigung (MfNV), wo er Leiter des Inspektionsbereichs Volksmarine in der Verwaltung Inspektion wurde. Mit der deutschen Wiedervereinigung wurde er am 30. September 1990 entlassen.
Für seine militärischen Verdienste wurde er unter anderem mit dem Vaterländischen Verdienstorden in Bronze und dem Kampforden „Für Verdienste um Volk und Vaterland“ in Silber ausgezeichnet.

## Sonstiges
Für eine Verwandtschaft mit dem Großadmiral und Hitler-Nachfolger Karl Dönitz gibt es keinen Beleg.